# خورخي ليتاو
خورخي ليتاو هو لاعب كرة قدم برتغالي في مركز الهجوم، ولد في 14 يناير 1974. لعب مع نادي أروكا ونادي بيرا مار ونادي والسول.

## وصلات خارجية
- خورخي ليتاو على موقع قاعدة بيانات كرة القدم.إي يو (الإنجليزية)
- خورخي ليتاو على موقع Soccerbase.com (لاعب) (الإنجليزية)
- خورخي ليتاو على موقع عالم كرة القدم.نت (الإنجليزية)